# Perfectionisme
Perfectionisme is een obsessief verlangen om handelingen perfect uit te voeren.

## Effecten
Soms is perfectionisme een positieve eigenschap, omdat het de prestaties van iemand kan verhogen. In andere gevallen is perfectionisme hinderlijk, omdat het ervoor kan zorgen dat iemand overdreven verwachtingen van zichzelf heeft die niet waargemaakt kunnen worden. Een perfectionist kan zich ook schamen als niet aan zijn eigen verwachtingen voldaan kan worden en dit probeert te verbergen, wat kan leiden tot sociaal isolement, onderprestaties of zelfs een depressie. Deze hinderlijke vorm van perfectionisme is maladaptief perfectionisme.

## Voorkomen
Perfectionisme komt veel voor bij hoogbegaafden, en bij mensen met bepaalde psychische stoornissen, zoals de obsessieve-compulsieve persoonlijkheidsstoornis.